# The Night Digger
The Night Digger, conosciuto anche come The Road Builder, è un film del 1971 diretto da Alastair Reid, basato sul romanzo Nest in a Falling Tree di Joy Cowley. Sceneggiato da Roald Dahl, la protagonista è interpretata da sua moglie, Patricia Neal.